# Chilensk spanska
Chilensk spanska (spanska: Español chileno) är spanskan som talas i Chile. Det finns lite skillnader i ordförråd, brytning och uttryck mellan spanskan som talas i norra, centrala och södra delen av landet. Större skillnader finns mellan norra delen och södra delen (speciellt Patagonien), där man använder ord från quechua och aymara i norr, respektive mapuchernas språk i söder.
På landsbygden märks influenser av Castúo-dialekter från Extremadura. Vissa källor anger dock att Andalusien och mer specifikt staden Sevilla har utövat ett större inflytande på den historiska utvecklingen av chilensk spanska.